# Dominic Ongwen
Dominic Ongwen nació en 1975 en el pueblo de Coorom, Condado de Kilak, Distrito de Amuru, norte de Uganda. Fue comandante de la Brigada Sinia del Ejército de Resistencia del Señor (LRA), un grupo guerrillero que operaba anteriormente en el norte de Uganda. Como uno de los cuatro líderes de las brigadas del grupo, Ongwen era miembro del "Altar de Control" del LRA que dirigía la estrategia militar. Está actualmente detenido por la Corte Penal Internacional (ICC), a la espera de un juicio.

## Nombre
No es totalmente seguro que Dominic sea su nombre de nacimiento. Al igual que muchos otros niños acholi de la época, sus padres le habrían enseñado que debía dar un nombre falso en caso de que fuese secuestrado, para proteger al resto de la familia.

## Secuestro
Ongwen fue secuestrado por el ERS cuando iba de camino a la Escuela Primaria Koro Abili. Según su propio testimonio esto ocurrió en 1988 cuando tenía catorce años.  Sin embargo, a menudo se ha informado que tenía entre nueve y diez años, y que también se llevó a otros cautivos en el camino hacia las principales bases del ERS, porque estaba ''demasiado cerca para caminar''.
Una vez secuestrado, fue torturado y obligado a ver rituales violentos de personas que fueron asesinadas y posteriormente adoctrinado, mientras todavía era un niño, como combatiente del ERS. Posteriormente, ascendió dentro de las filas y finalmente pasó a ser uno de los cuatro dirigentes de las brigadas de la organización.

## Cargos
Ongwen estaba en la calificación más baja de los cinco líderes del ERS, para quienes el ICC emitió sus primeras órdenes de arresto en junio de 2005. Es el único que pudo ser detenido con éxito por la corte, y, con la excepción del principal líder, Joseph Kony, es el único que aun sigue con vida. Fue acusado inicialmente por cuatro cargos de crímenes de guerra (asesinato, maltrato de civiles, dirigir ataques intencionales contra la población civil y saqueo) y tres cargos de crímenes de lesa humanidad (asesinato, esclavitud, y tratos inhumanos en infligir lesiones graves y tortura). Los delitos fueron cometidos presuntamente entre o cerca del 20 de mayo de 2004 en el Campamento de Lukodi IDP en el distrito de Gulu, Uganda. Todos los cargos están relacionados con un ataque en un campamento para desplazados internos en Uganda en 2004.
El 21 de diciembre de 2015, el ICC acusó a Dominic Ongwen de más crímenes aparte de los mencionados en su orden de arresto: un total de setenta cargos. Los cargos adicionales estuvieron relacionados con ataques a los campamentos de desplazados Pajule, Odek y Abok. Las acusaciones presentadas hacia el imputado en el contexto de estos ataques incluyen ataques contra la población civil, homicidio, intento de homicidio, tortura, tratos crueles, otros actos inhumanos, esclavitud, atentados contra la dignidad personal, saqueo, destrucción de propiedad, y persecución. Los cargos expandidos contra Ongwen también incluyen crímenes sexuales y de género cometidos de 2002 a 2005 en la Brigada Sinia– matrimonio forzado, violación, tortura, esclavitud sexual, y esclavitud – así como el reclutamiento y uso de niños menores de 15 años para participar activamente en las hostilidades de entre 2002 y 2005, en la Brigada Sinia.
Los cargos se basan en pruebas por parte de declaraciones de testigo incluidas o transcripciones de entrevistas de un total de 123 testigos, registros de comunicaciones de radios interceptadas del ERS, y testimonios orales de siete testigos entre septiembre y noviembre de 2015.

## Reporte de defunción
Se reportó que Ongwen fue asesinado en un combate con una unidad de la Fuerza de Defensa del Pueblo de Uganda el 10 de octubre de 2005,  y la identidad del cuerpo fue confirmada por ex-comandantes del ERS. Sin embargo, en julio de 2006, la ICC informó que la huella genética del cadáver no era de Ongwen. Los reportajes noticiosos de entonces ubicaron a Ongwen en suroeste de Ecuatoria, Sudán del sur, intentando reunirse con su líder Joseph Kony en Garamba, Provincia de Ituri, noreste de la República Democrática del Congo. Ongwen y su exesposa fueron presentados en la película Recogiendo Piezas por IRIN y lanzado en octubre de 2007. El vocero de las Fuerzas de Defensa dePueblo de Uganda Mayor Felix Kulayije comentó, "Desafortunadamente, el bastardo aun sigue vivo."

## Captura y arresto
El 6 de enero de 2015, Ongwen huyó de su detención por Joseph Kony por la ayuda que aparentemente proporcionaba al Movimiento en Oposición a la Liberación del Pueblo de Sudán. El tío de Kony, Kidego Quinto, y un estadounidense inforaron que las fuerzas de EE. UU. en la República Centroafricana que lo traten humanamente si este se rindiera. Sin embargo, cuando se dirigía a rendirse, fue capturado por un grupo rebelde seleka, quienes lo entregaron a los estadounidenses, con la esperanza de recibir la recompensa prometida de 5 millones de dólares. Sin embargo, la recompensa nunca fue pagada, y los estadounidenses jamás reconocieron el rol de los seleka en la captura. Ongwen fue posteriormente transferido sucesivamente al ejército ugandés, luego al ejército centroafricano, y finalmente al ICC.
Durante el periodo entre su arresto y su transferencia al ICC, Ongwen participó en varias actividades de medios de comunicación que incluyen una emisión de radio, reuniones con periodistas y un registro de vídeo en el que revela por qué se entregó.

## Juicio
El 26 de enero de 2015, Ongwen hizo su primera aparición ante el ICC, pero el comienzo de la audiencia de confirmación de cargos fue aplazado para que el fiscal pudiera prepararse adecuadamente para el juicio y cumplir con las instrucciones de la Cámara.
El 6 de febrero de 2015, ICC cortó el procedimiento contra Dominic Ongwen del caso del fiscal contra Joseph Kony, Vincent Otti y Okot Odhiambo. Como los otros tres sospechosos del caso no habían aparecido o no habían sido capturados, la Cámara consideró necesario separarlo del caso para no retrasar los procedimientos previos al juicio contra el señor Ongwen.
El 26 de enero de 2016, Ongwen apareció  ante el ICC en una audiencia previa al juicio.
El 23 de marzo de 2016, el ICC confirmó los 70 cargos presentados contra Ongwen y ordenaron su procesamiento.
El 30 de mayo de 2016, el ICC planificó la apertura del juicio oral para el 6 de diciembre de 2016, pero solo escuchará las declaraciones de apertura en esa fecha. El caso en sí comenzará en enero de 2017.
A 2016 víctimas se las han concedido el derecho de participar en el procedimiento.
En 2021 fue condenado por la ICC
El 6 de mayo de 2021, la Corte Penal Internacional dictó su veredicto y declaró a Dominic Ongwen culpable de crímenes de guerra y crímenes de lesa humanidad, Dominic Ongwen cumplirá una sentencia de 25 años de prisión.
El caso Ongwen es único porque él mismo fue secuestrado por el ERS, y forzado a ser un niño soldado antes de ascender al liderazgo. Como este es el primer caso del ICC en el que un nuevo imputado es acusado con los mismos delitos hechos directamente por él.
En febrero de 2024, la Corte Penal Internacional (CPI) concedió a cada víctima de Dominic Ongwen, cuyo número se estima en 49.772, una indemnización individual simbólica de 800 dólares estadounidenses.